# Reisenberg (Gemeinde Friesach)
Reisenberg ist eine Ortschaft in der Gemeinde Friesach im Bezirk Sankt Veit an der Glan in Kärnten (Österreich). Die Ortschaft hat 24 Einwohner (Stand 1. Jänner 2024). Sie liegt auf dem Gebiet der Katastralgemeinde St. Salvator.

## Lage
Die Ortschaft liegt im äußersten Norden des Bezirks St. Veit an der Glan, am Ostrand der Metnitzer Alpen, nördlich von St. Stefan. Die Häuser Nr. 4, 5 und 6 haben heute nur von steirischer Seite aus eine Zufahrt; die Zufahrt zu den übrigen Höfe des Orts beginnt dort, wo der Schratzbach ins Metnitztal austritt.
In der Ortschaft werden folgende Hofnamen geführt: Walder (Nr. 2), Grünhübel (Nr. 3), Ofner (Nr. 5).

## Geschichte
In der ersten Hälfte des 19. Jahrhunderts gehörte der auf dem Gebiet der Steuergemeinde St. Salvator liegende Ort zum Steuerbezirk Dürnstein. Bei Gründung der Ortsgemeinden im Zuge der Reformen Mitte des 19. Jahrhunderts kam Reisenberg an die Gemeinde St. Salvator. Per 1. Jänner 1973 wurde das Gebiet der aufgelösten Gemeinde St. Salvator an die Gemeinde Friesach angeschlossen; seither gehört Reisenberg zur Gemeinde Friesach.

## Bevölkerungsentwicklung
Für die Ortschaft zählte man folgende Einwohnerzahlen:
- 1869: 6 Häuser, 59 Einwohner[2]
- 1880: 6 Häuser, 45 Einwohner[3]
- 1890: 5 Häuser, 36 Einwohner[4]
- 1900: 4 Häuser, 26 Einwohner[5]
- 1910: 5 Häuser, 37 Einwohner[6]
- 1923: 5 Häuser, 35 Einwohner[7]
- 1934: 30 Einwohner[8]
- 1961: 3 Häuser, 25 Einwohner[9]
- 2001: 6 Gebäude (davon 6 mit Hauptwohnsitz) mit 8 Wohnungen; 24 Einwohner und 2 Nebenwohnsitzfälle; 8 Haushalte; 0 Arbeitsstätten, 3 land- und forstwirtschaftliche Betriebe[10]
- 2011: 7 Gebäude, 24 Einwohner, 7 Haushalte, 0 Arbeitsstätten[11]
- 2021: 7 Gebäude, 25 Einwohner, 7 Haushalte, 3 Arbeitsstätten[12]